# Tulipa

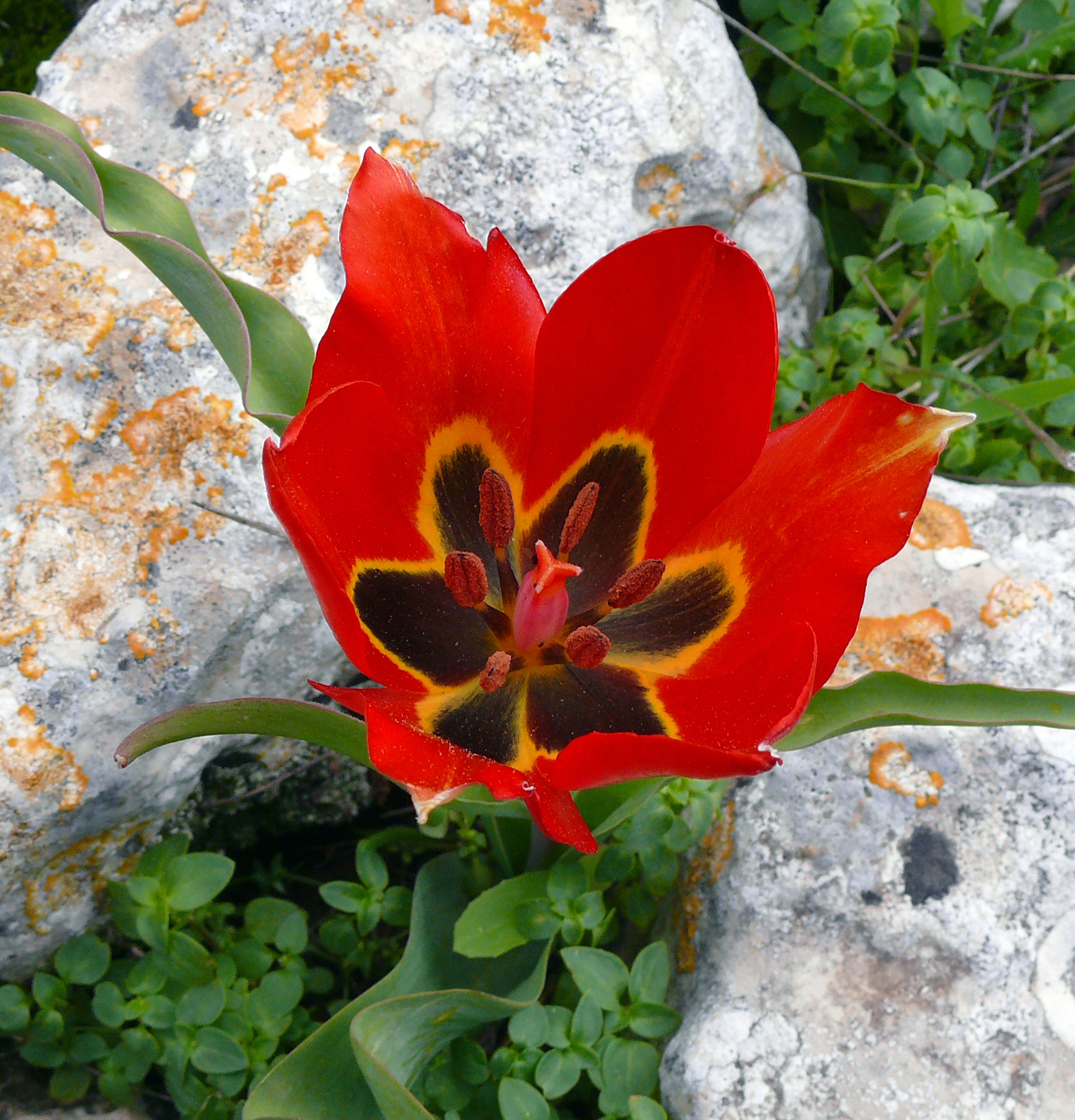
Wild Tulip (Tulipa agenensis).

Tulipa è un genere di piante che fa parte della famiglia delle Liliaceae, che comprende specie bulbose alte 10-50 cm. In italiano è comunemente conosciuta con il nome di tulipano.
Collegamenti esterni:
• Tulipa sylvestris australis
• Tulipa urumiensis
• Tulipa praestans

## Etimologia
Il nome deriva dal turco tülbent, che significa ‘turbante’, e dal francese, per la forma che il fiore sembra rappresentare.

## Distribuzione e habitat
Il genere ha avuto origine nei monti del Pamir e nelle montagne dell'Hindu Kush e del Tien Shan.
L'habitat tipico di questo genere di piante si estende dall'est dalla penisola iberica, attraverso il Nordafrica, e arriva fino alla Grecia, i Balcani, la Turchia attraverso l'oriente (Siria, Palestina, Libano, Giordania) e Iran. Al nord si estende fino all'Ucraina, ad est va dalla Siberia alla Mongolia fino ad arrivare al nord-ovest della Cina.
Questo fiore ebbe una grande popolarità in Turchia nel XVI secolo durante il regno di Solimano il Magnifico, che lo volle selezionare in numerose varietà ed impiantare ovunque.
Fu portato per la prima volta in Europa nel 1554 dal fiammingo Ogier Ghislain de Busbecq, ambasciatore di Ferdinando I alla corte di Solimano il Magnifico, che ne spedì alcuni bulbi al botanico Carolus Clusius, responsabile dei giardini reali olandesi. Clusius trovò un modo per sviluppare molte varietà di tulipani, nei più svariati colori e forme. La sua coltivazione nei Paesi Bassi iniziò all'incirca a partire dal 1593. I tulipani divennero rapidamente una merce di lusso e uno status symbol, non solo per il loro valore decorativo, ma anche per il valore economico, e crebbero rapidamente di prezzo. Dai loro scambi commerciali nacque tra il 1634-37 la prima bolla speculativa documentata della storia del capitalismo, la famosa bolla dei tulipani, che esplose il 5 febbraio 1637.

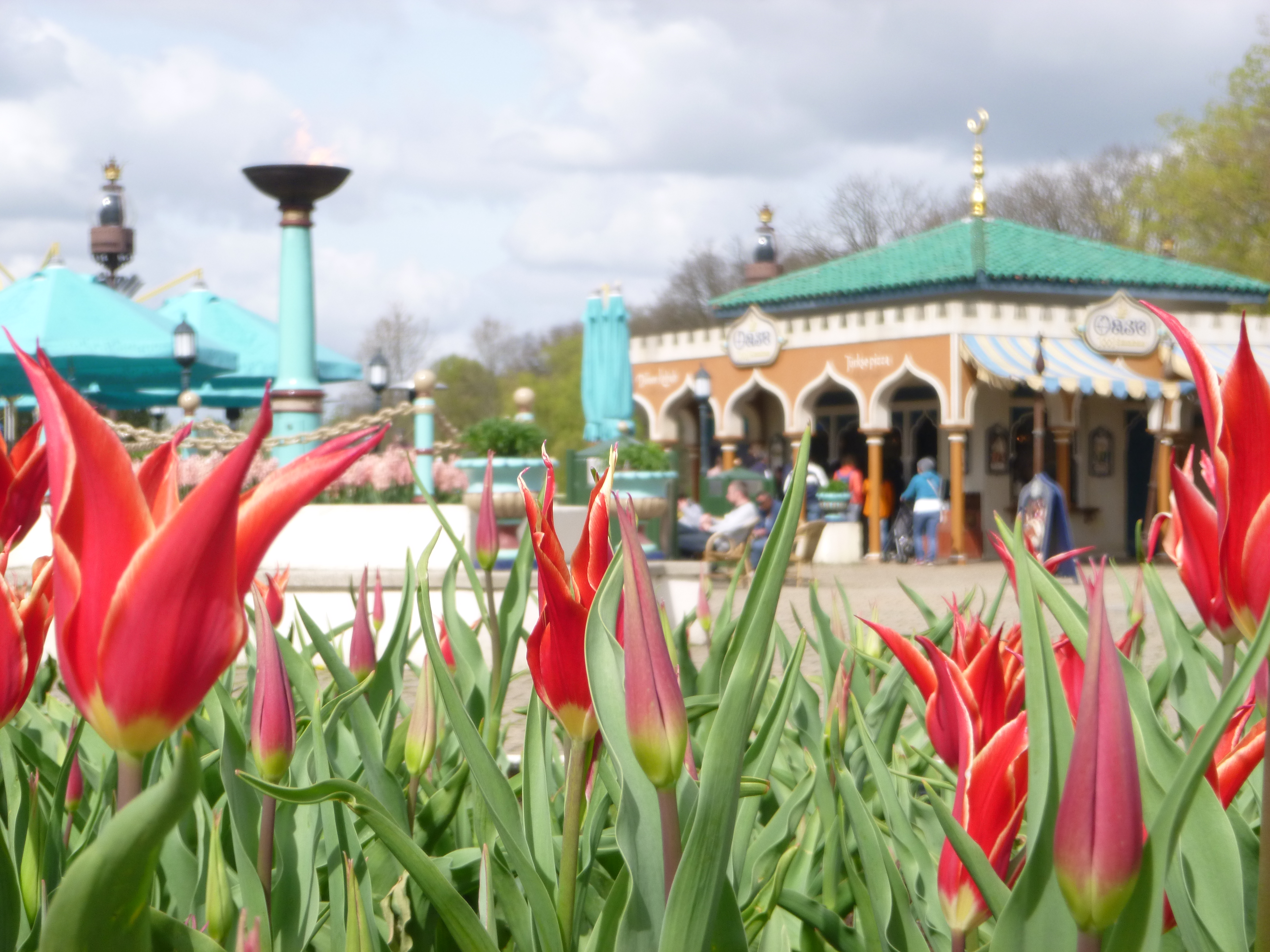
Tulipani in fiore a Efteling (Paesi Bassi)

## Tassonomia
Il genere comprende le seguenti specie:
- Tulipa agenensis syn. Tulipa oculis-solis DC.
- Tulipa akamasica Christodoulou, Hand & Charalamb.
- Tulipa albanica Kit Tan & Shuka
- Tulipa alberti Regel
- Tulipa aleppensis Boiss. ex Regel
- Tulipa altaica Pall. ex Spreng.
- Tulipa anisophylla Vved.
- Tulipa annae J.de Groot & Zonn.
- Tulipa armena Boiss.
- Tulipa auliekolica Perezhogin
- Tulipa bactriana J.de Groot & Tojibaev
- Tulipa banuensis Grey-Wilson
- Tulipa biflora Pall.
- Tulipa bifloriformis Vved.
- Tulipa boettgeri Regel
- Tulipa borszczowii Regel
- Tulipa botschantzevae S.N.Abramova & Zakal.
- Tulipa butkovii Botschantz.
- Tulipa carinata Vved.
- Tulipa cinnabarina K.Perss.
- Tulipa clusiana DC.
- Tulipa cretica Boiss. & Heldr.
- Tulipa cypria Stapf ex Turrill
- Tulipa dasystemon (Regel) Regel
- Tulipa dianaeverettiae J.de Groot & Zonn.
- Tulipa dubia Vved.
- Tulipa ferganica Vved.
- Tulipa foliosa Stapf
- Tulipa fosteriana W.Irving
- Tulipa gesneriana L.
- Tulipa greigii Regel
- Tulipa harazensis Rech.f.
- Tulipa heteropetala Ledeb.
- Tulipa heterophylla  (Regel) Baker
- Tulipa heweri Raamsd.
- Tulipa hissarica Popov & Vved.
- Tulipa hoogiana B.Fedtsch.
- Tulipa humilis Herb.
- Tulipa hungarica Borbás
- Tulipa iliensis Regel
- Tulipa ingens Hoog
- Tulipa intermedia Tojibaev & J.de Groot
- Tulipa ivasczenkoae Epiktetov & Belyalov
- Tulipa jacquesii Zonn.
- Tulipa julia K.Koch
- Tulipa kaufmanniana Regel
- Tulipa kolbintsevii Zonn.
- Tulipa kolpakowskiana Regel
- Tulipa korolkowii Regel
- Tulipa kosovarica Kit Tan, Shuka & Krasniqi
- Tulipa koyuncui Eker & Babaç
- Tulipa kuschkensis B.Fedtsch.
- Tulipa lanata Regel
- Tulipa lehmanniana Merckl.
- Tulipa lemmersii Zonn., Peterse & J.Groot
- Tulipa linifolia Regel
- Tulipa luanica Millaku
- Tulipa montana Lindl.
- Tulipa narcissicum N.Y.Stepanova
- Tulipa orithyioides Vved.
- Tulipa orphanidea Boiss. ex Heldr.
- Tulipa ostrowskiana Regel
- Tulipa persica (Lindl.) Sweet
- Tulipa platystemon Vved.
- Tulipa praestans H.B.May
- Tulipa regelii Krasn.
- Tulipa saxatilis Sieber ex Spreng.
- Tulipa scardica Bornm.
- Tulipa scharipovii Tojibaev
- Tulipa schmidtii Fomin
- Tulipa serbica Tatic & Krivoej
- Tulipa sinkiangensis Z.M.Mao
- Tulipa sosnowskyi Achv. & Mirzoeva
- Tulipa sprengeri Baker
- Tulipa suaveolens Roth
- Tulipa subquinquefolia Vved.
- Tulipa sylvestris L.
- Tulipa systola Stapf
- Tulipa talassica Lazkov
- Tulipa tetraphylla  Regel
- Tulipa × tschimganica Botschantz.
- Tulipa turgaica Perezhogin
- Tulipa turkestanica (Regel) Regel
- Tulipa ulophylla  Wendelbo
- Tulipa undulatifolia Boiss.
- Tulipa unniflora (L.) Besser ex Baker
- Tulipa urumiensis Stapf
- Tulipa uzbekistanica Botschantz. & Sharipov
- Tulipa vvedenskyi Botschantz.
- Tulipa zonneveldii J.de Groot & Tojibaev

## Usi
Il tulipano è molto apprezzato per decorare parchi, giardini, aiuole, prati, per la produzione industriale del fiore reciso, in vaso sui terrazzi o negli appartamenti per la forzatura invernale.

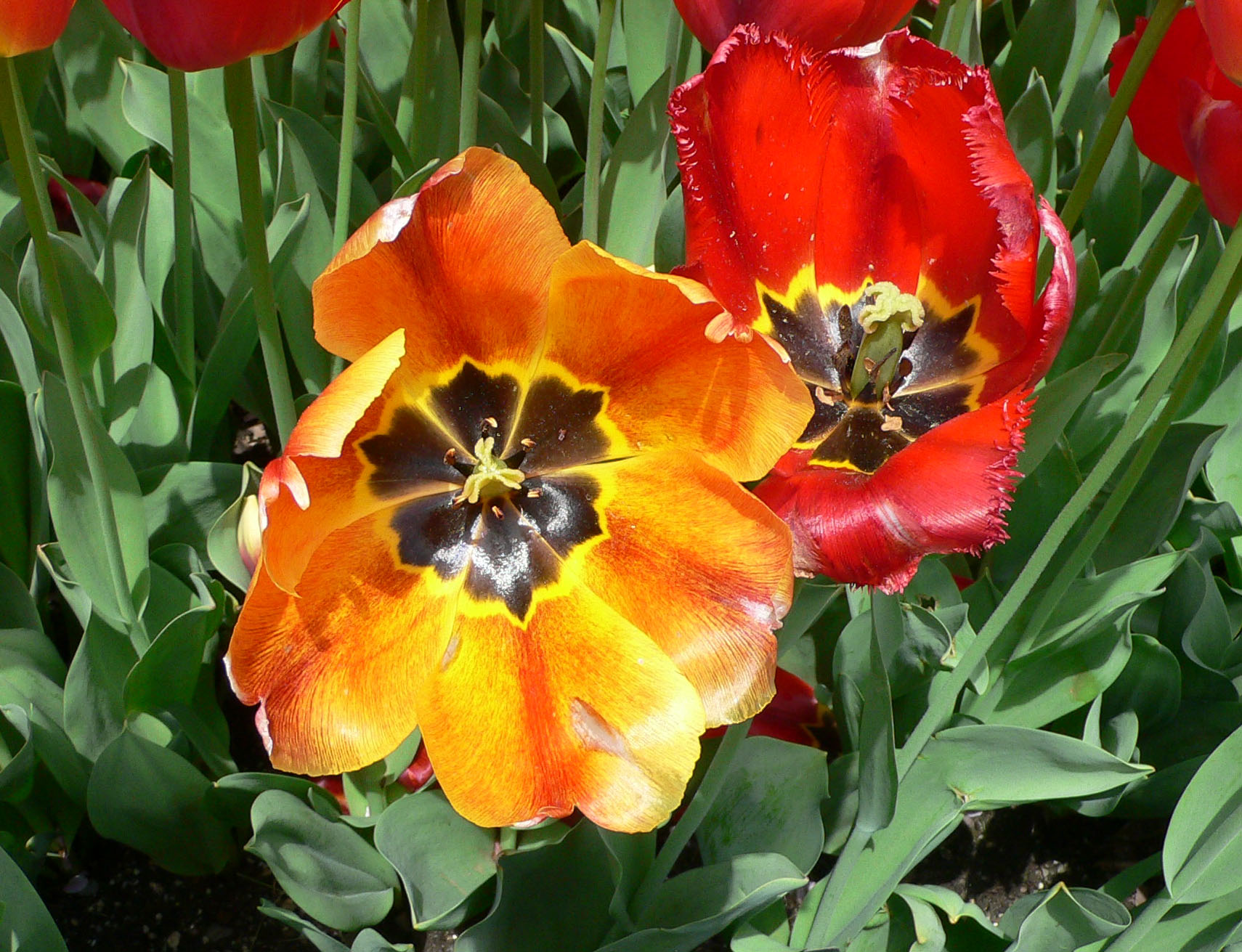
Un ibrido arancione varietà "Darwin" e a destra un "Dragone" rosso.

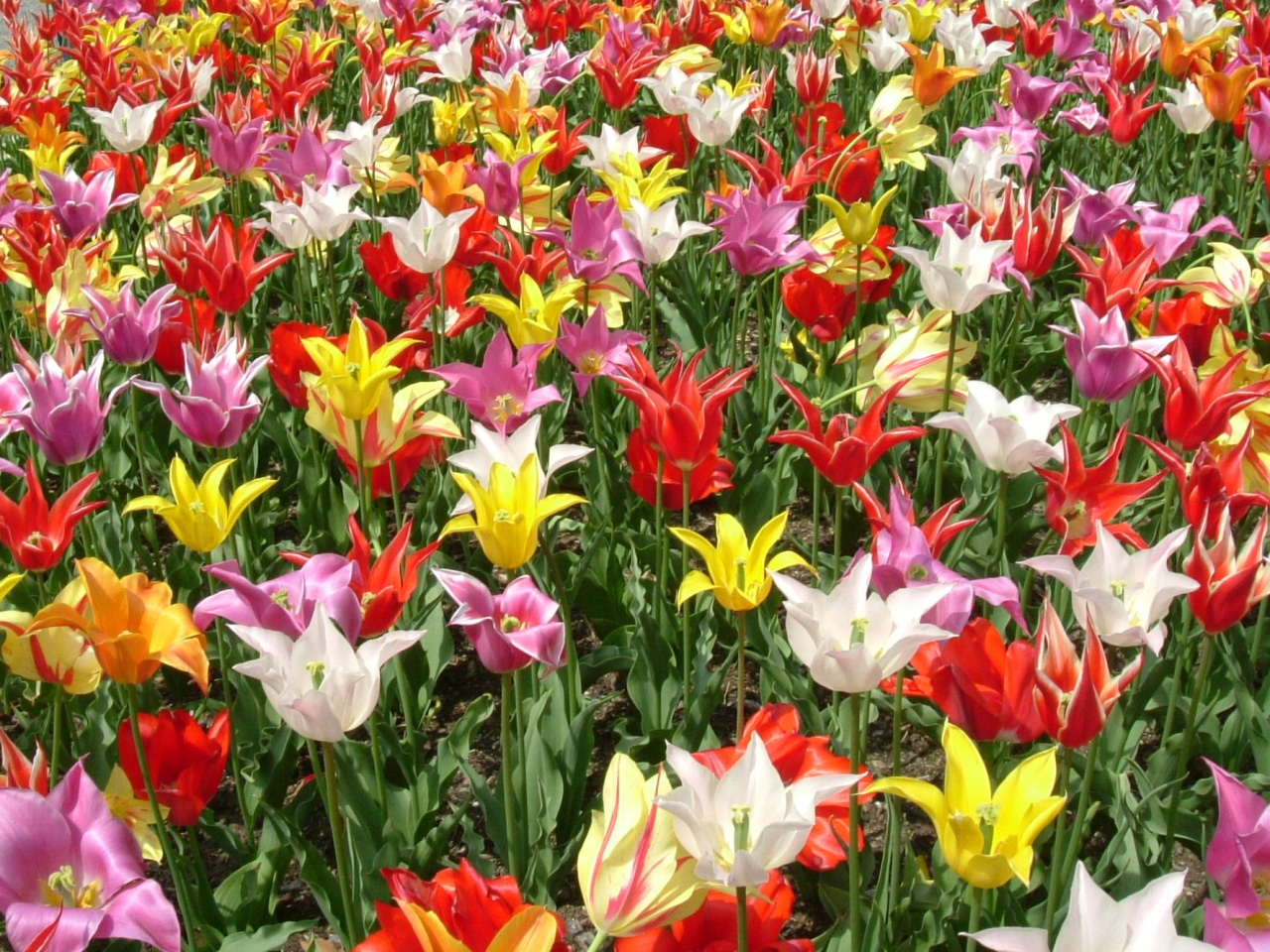
I tulipani giglio.

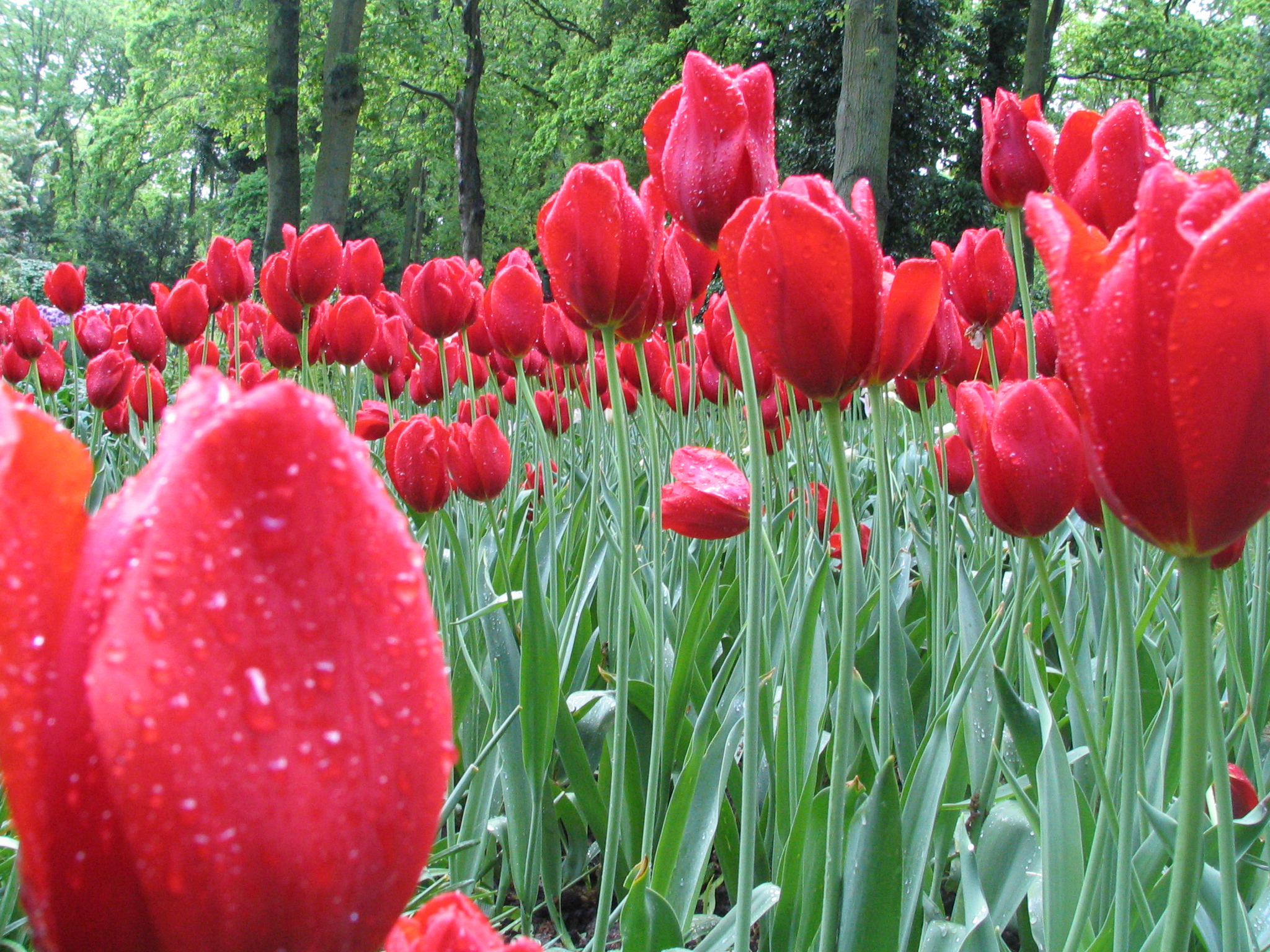
Campo di tulipani a Keukenhof (Paesi Bassi).

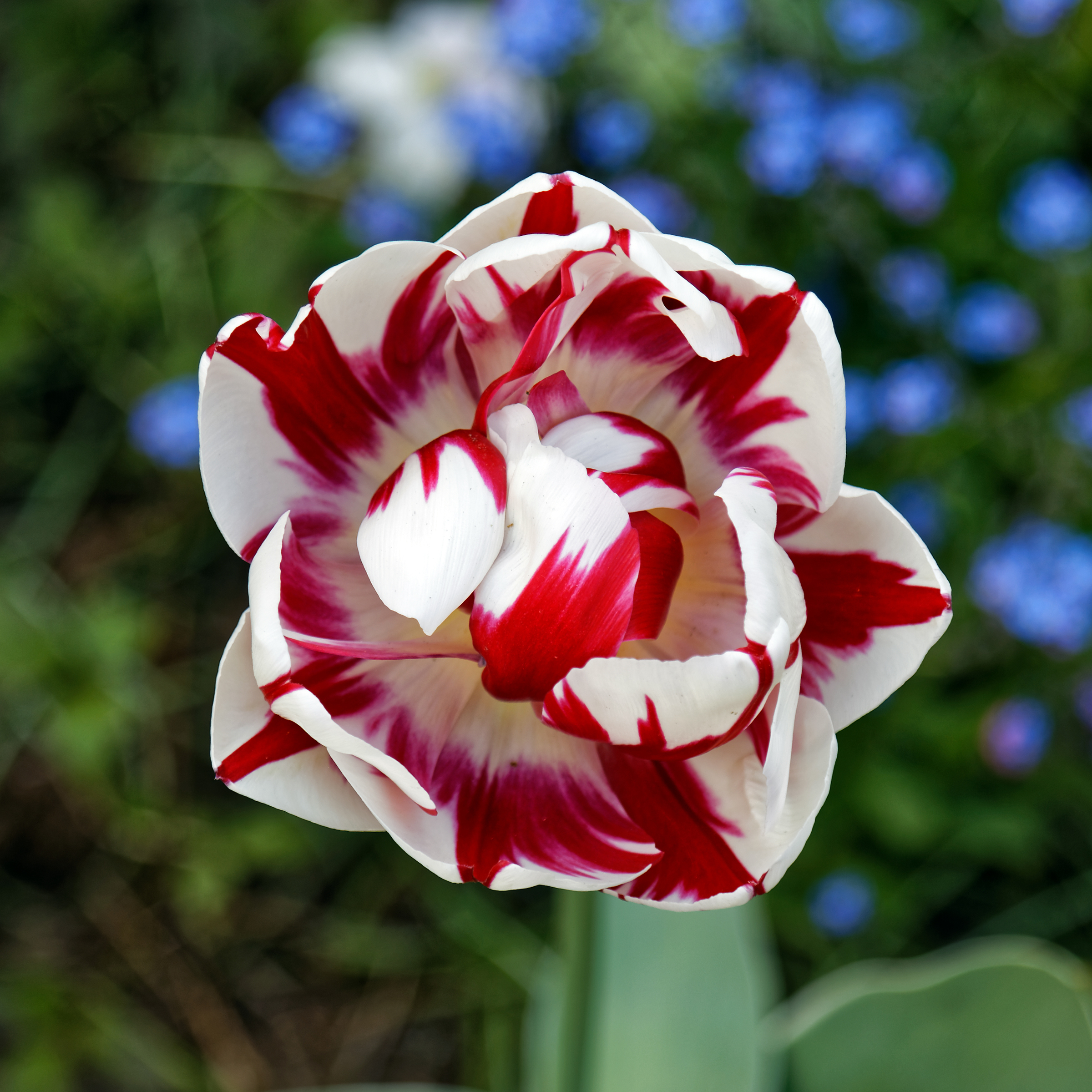
Una cultivar di tulipano rosso e bianco nel giardino di Myddelton House, a Bulls Cross, Enfield, Londra, Inghilterra.

## Coltivazione
Richiede terreni sabbiosi, profondi, freschi ma senza ristagno, irrigui, concimazioni con letame ben maturo, o con soluzioni di nitrato prima e dopo la fioritura, irrigazioni durante la stagione vegetativa.
Si moltiplica con i bulbilli che si formano alla base del girello, per ottenere bulbi di qualità dopo la fioritura lasciare alla pianta tutte le foglie eliminando solo i fiori, ed estraendo i bulbi dal terreno appena le foglie ingialliscono.

## Avversità
- Invertebrati:

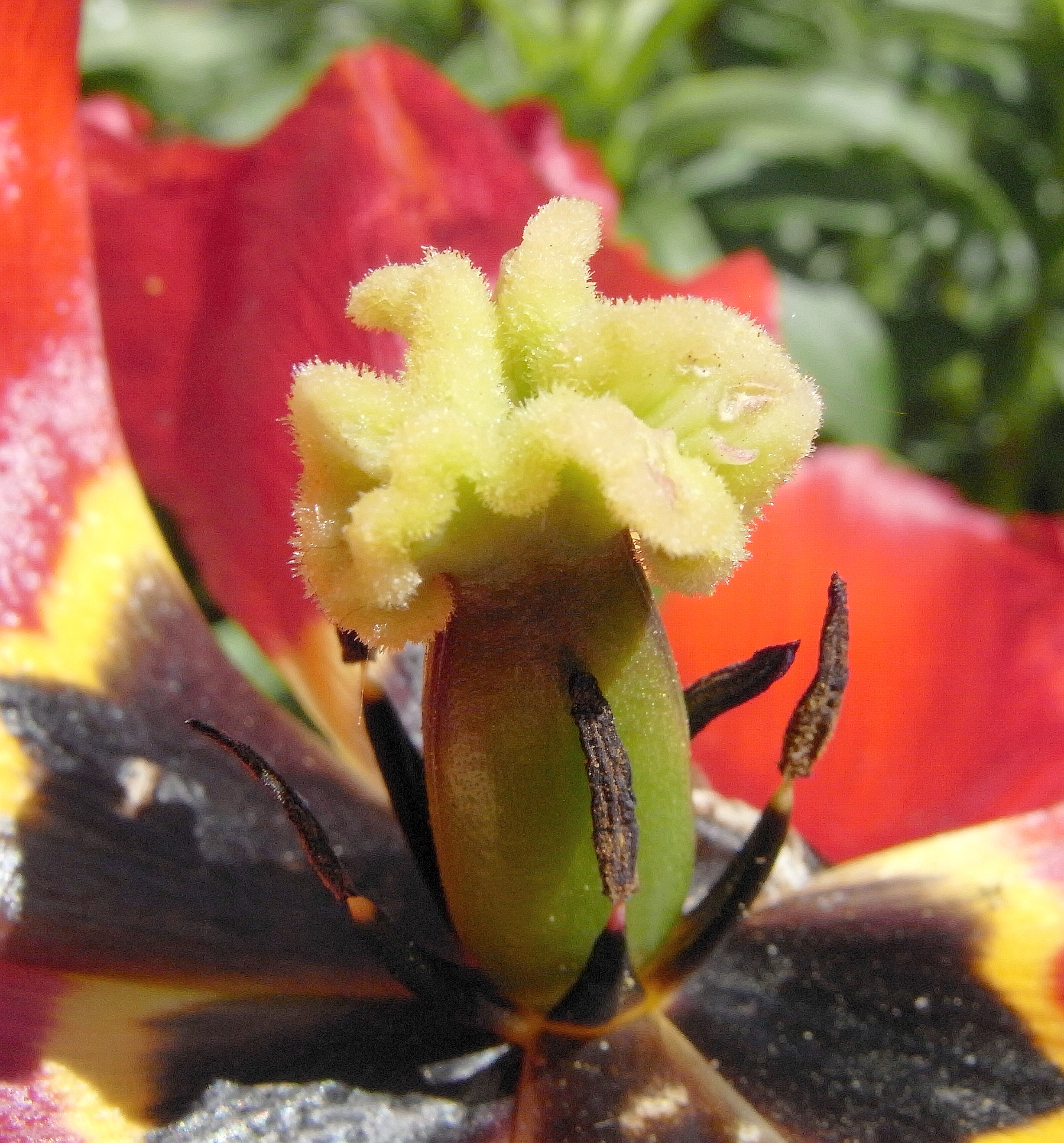
Interno di un tulipano.

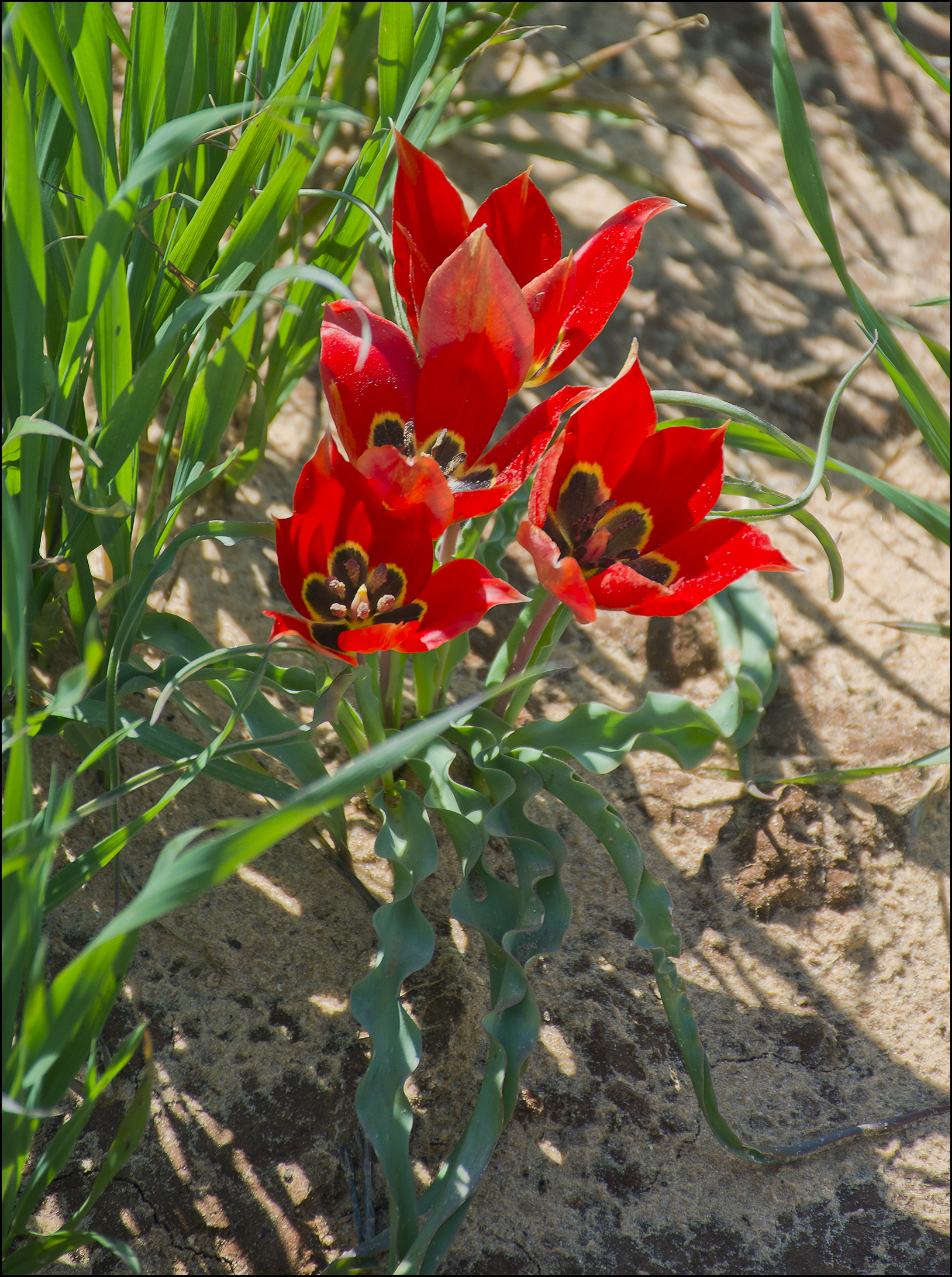
Tulipa agenensis sharonensis, Israele.

  - Maggiolino. Gli adulti del coleottero Melolontha melolontha L. mangiano le tenere foglie, mentre le larve mangiano le parti molli dei bulbi e delle radici.
  - Mosca del narciso. Le larve del dittero Lampetia equestris F. penetrano nei bulbi divorandoli.
  - Acaro del bulbo. Il microscopico acaro biancastro Rhizoglyphus echinopus Fum. et Robin. provoca erosioni nei tessuti del bulbo, aprendo la strada ad infezioni da funghi o batteriche.
  - Millepiedi. I miriapodi del genere Julus e il Blanjulus guttulatus causano lesioni alle radici tenere e carnose, ai bulbi e alle parti epigee.
- Funghi:
  - Fusariosi. L'attacco del genere Fusarium provoca un marciume molle e biancastro alla base dei bulbi che interessa rapidamente anche i bulbilli e le radici, con rapido deperimento dall'alto verso il basso delle foglie.
  - Marciume basale. L'attacco di Phytophthora cryptogea Petiyb. et Laff. e di Phytophthora erythroseptica Petiyb., provoca il marciume del colletto e della parte basale dello stelo.
  - Marciume grigio. L'attacco di Sclerotium tuliparum provoca nei bulbi un marciume grigiastro, che lo distrugge rapidamente.
  - Marciume radicale. L'attacco di Phythium sp. favorito da eccesso di umidità provoca il disfacimento umido dei bulbi.
  - Muffa grigia. I fiori e le foglie colpite da Botrytis tulipae (Lib.) Lind. prima ingialliscono, poi appassiscono ricoprendosi di muffa prima biancastra e successivamente grigiastra, con la presenza di piccoli sclerozi nerastri.
  - Muffa verde. Funghi del genere Penicillium provocano marciumi nei bulbi conservati in magazzini caldo-umidi e non arieggiati.
  - Ruggine. Le foglie attaccate da Puccinia prostii presentano pustole giallo brunastre circondate da un alone clorotico.
  - Rottura di colore. L'attacco virale provoca maculature e striature sui petali che mostrano bordi frastagliati.